# Voulkariá
Le lac Voulkariá, en grec moderne : Βουλκαριά, est un lac naturel de Grèce-Centrale situé à l'extrémité nord-ouest du district régional d'Étolie-Acarnanie, à cinq kilomètres de Vónitsa, sur la route vers Leucade. Il a une superficie de 9,2 km2, a une longueur maximale de 4 km et une largeur maximale de 3,5 km. La surface du lac est légèrement plus élevée que le niveau de la mer. Le lac est très peu profond, avec une profondeur maximale de 2,9 mètres. 
Le lac est mentionné par Strabon sous le nom de Myrtoúndion (Μυρτούντιον).